# Веггис
Веггис (нем. Weggis) — коммуна в Швейцарии, в кантоне Люцерн. 
Входит в состав округа Люцерн. Население составляет 3919 человек (на 31 декабря 2006 года). Официальный код — 1069. На территории Веггиса расположена деревня Хертенштейн.

## Фотографии

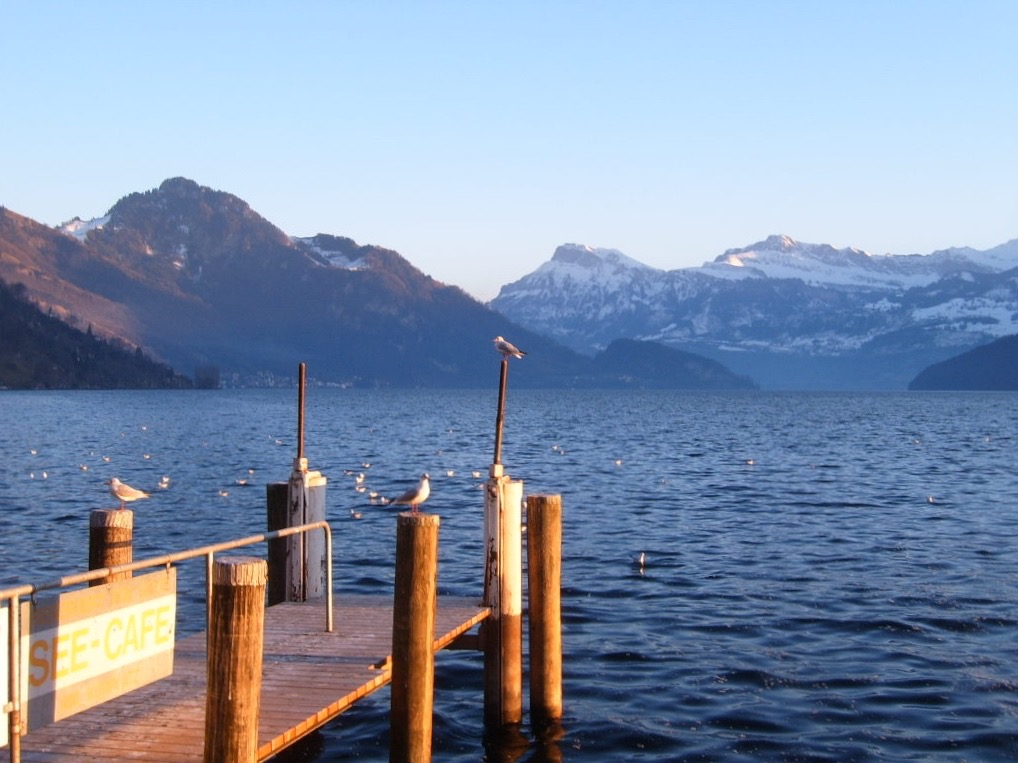
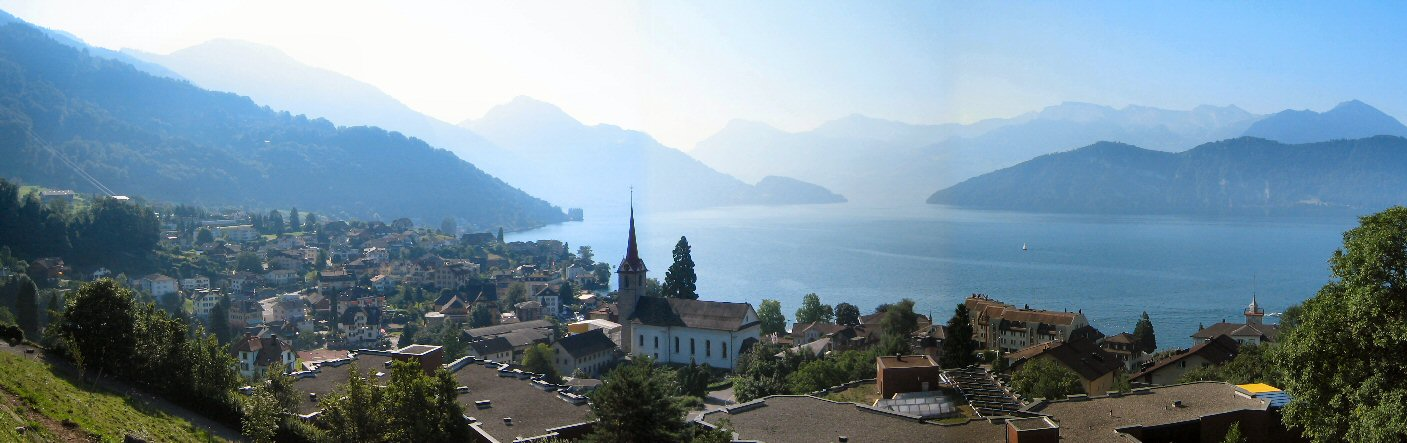
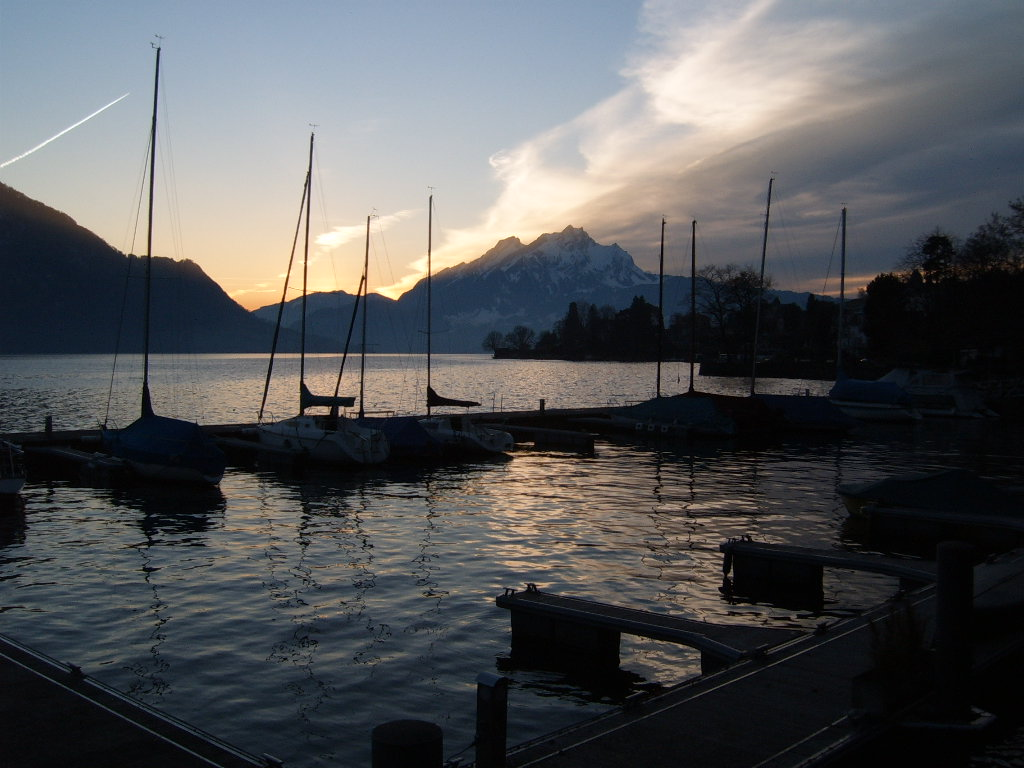